# Rhyacophila imitabilis
Rhyacophila imitabilis là một loài Trichoptera trong họ Rhyacophilidae. Chúng phân bố ở miền Cổ bắc.